# Shuckle
Shuckle és una de les espècies que apareixen a la franquícia Pokémon. És de tipus bestiola i roca. Té una distribució d'atributs molt peculiar: té els PS (Punts de Salut), l'Atac i l'Atac Especial més baixos de tots els Pokémon i, alhora, la Defensa i la Defensa Especial més altes.